# Kabūtar Khāneh
Kabūtar Khāneh (persiska: کبوتر خانه) är en ort i Iran.   Den ligger i provinsen Nordkhorasan, i den nordöstra delen av landet, 600 km öster om huvudstaden Teheran. Kabūtar Khāneh ligger 1 206 meter över havet och antalet invånare är 337.
Terrängen runt Kabūtar Khāneh är platt söderut, men norrut är den kuperad.Runt Kabūtar Khāneh är det ganska glesbefolkat, med 30 invånare per kvadratkilometer. Närmaste större samhälle är Esfarāyen, 3,0 km öster om Kabūtar Khāneh. Omgivningarna runt Kabūtar Khāneh är i huvudsak ett öppet busklandskap.